# José Mari Manzanares
José María Dols Abellán, conocido como José Mari Manzanares (Alicante, 14 de abril de 1953 - Campo Lugar, Cáceres, 28 de octubre de 2014), fue un torero español, hijo del banderillero Pepe Dols (Pepe Manzanares) y padre del también torero José María Dols Samper (José Mari Manzanares hijo).

## Biografía
Se vistió de luces por primera vez en Andújar (Jaén) en 1969, debutando con picadores el 24 de mayo de 1970 en Benidorm. El 16 de junio de 1971, alternando con Luguillano y Galloso, se presenta por primera vez en Las Ventas cortando dos orejas.
Tomó la alternativa en Alicante el 24 de junio de 1971, siendo su padrino Luis Miguel Dominguín y sirviendo de testigo Santiago Martín "El Viti", cortando rabo esa tarde. Debutó en la Maestranza de Sevilla el 10 de abril de 1972. Ese mismo año confirmó su alternativa en Madrid, con Palomo Linares como padrino y Eloy Cavazos como testigo.
Es el torero que ha lidiado más toros desde el siglo XX, rebasando en 1997 las 1700 corridas, y es posible que sea el torero que más corridas ha toreado en toda la historia de la tauromaquia, dada la inexactitud de los datos y estadísticas de siglos anteriores.
Sus apoderados han sido los hermanos Lozano, Paco Dorado, y los empresarios Simón Casas y Enrique Patón. Se despidió de los ruedos en la Real Maestranza de Sevilla el 1 de mayo de 2006.
Su estilo, elegante y ortodoxo, siempre se ha considerado de los más clásicos del toreo; es especialmente reconocido por el estilo de sus pases de pecho. Es padre del también torero José María Dols Samper hijo, el cual le cortó la coleta en su despedida del mundo de los ruedos, y del rejoneador Manolo Dols Samper «Manolo Manzanares».
Falleció en su finca de Campo Lugar (Cáceres) el 28 de octubre de 2014. La muerte se produjo por causas naturales. Recibió sepultura en el panteón familiar del cementerio alicantino de Nuestra Señora del Remedio.

## Vida privada
Nació en Alicante en el Barrio de Santa Cruz. Estudió en su ciudad natal, donde también trabajó siendo niño en un almacén. Su padres fueron José María Dols y Cantó, banderillero y trabajador del puerto de Alicante, y María Abellán y Sánchez. Contrajo matrimonio con Resurrección Samper en el monasterio de la Santa Faz de Alicante, el 5 de febrero de 1977. Fruto de dicho matrimonio nacieron cuatro hijos: Ana María, Resurrección, José María y Manuel. En 1994 pusieron fin a su matrimonio.